# Bahnhof Ahrensfelde Friedhof
Ahrensfelde Friedhof ist ein Haltepunkt und ehemaliger Bahnhof an der Wriezener Bahn in der brandenburgischen Gemeinde Ahrensfelde. Die Betriebsstelle befindet sich in unmittelbarer Nähe des Ostkirchhofs Ahrensfelde, dessen Anlage eng mit dem Bau der Station zusammenhängt.

## Lage und Aufbau
Der Haltepunkt befindet sich im Kilometer 14,72 der VzG-Strecke 6528 (Berlin Wriezener Bf – Ahrensfelde – Werneuchen – Wriezen) und stellt den ersten bzw. letzten auf brandenburgischen Gebiet dar. Die Strecke ist als Nebenbahn klassifiziert, eingleisig und nicht elektrifiziert.
Der Bahnsteig befindet sich westlich des Streckengleises und hat eine Nutzlänge von 135 Metern, die Bahnsteighöhe beträgt 76 Zentimeter. Zugänge bestehen westlich von der Ulmenallee nahe dem Ostkirchhof sowie nach Osten über einen Reisendenübergang zur Bahnstraße. Der Bahnsteig ist teilweise überdacht. Bis 1924 wurde die westliche Bahnsteigkante ebenfalls genutzt, weiterhin bestanden ein Nebengleis sowie ein Gleisanschluss zum Ostkirchhof. Das ehemalige Empfangsgebäude befindet sich westlich der Gleisanlagen und wird privat genutzt. Südlich des Bahnsteigs kreuzt die Lindenberger Straße die Strecke.

## Geschichte
Der Bau der Station ging einher mit der Anlage des Ostkirchhofs Ahrensfelde des Berliner Stadtsynodalverbandes. 1907 erwarb der Verband ein 285 Hektar großes Gelände von der Gemeinde Ahrensfelde zur Errichtung eines Zentralfriedhofs für die östlichen Berliner Stadtviertel. Die 1898 eröffnete Wriezener Bahn war mit ausschlaggebend bei der Suche nach einem geeigneten Gelände, da über die Strecke sowohl die Leichen als auch die Besucher herangefahren werden sollten. Die für die Strecke zuständige Königliche Eisenbahn-Direktion (KED) Berlin stand dem Vorhaben, eine weitere Station auf dem Steigungsabschnitt zwischen den Bahnhöfen Ahrensfelde und Blumberg zu errichten, ablehnend gegenüber. Sie verwies daher auf die bestehenden Anlagen. Erst ein vorgestelltes Gutachten, nachdem im ersten Betriebsjahr bereits mit 70.000 Reisenden zu rechnen sei, überzeugte die KED und den zuständigen Minister der öffentlichen Arbeiten Paul von Breitenbach. Am 1. Juli 1908 ging der mit einer Fläche von 285 Hektar damals zweitgrößte Friedhof Deutschlands in Betrieb. Die zunächst provisorische Haltestelle Ahrensfelde Friedhof folgte am 16. November 1908. Eine von der Stadtsynode geforderte Umbenennung der Betriebsstelle in Ahrensfelde Ostkirchhof kam nicht zustande.

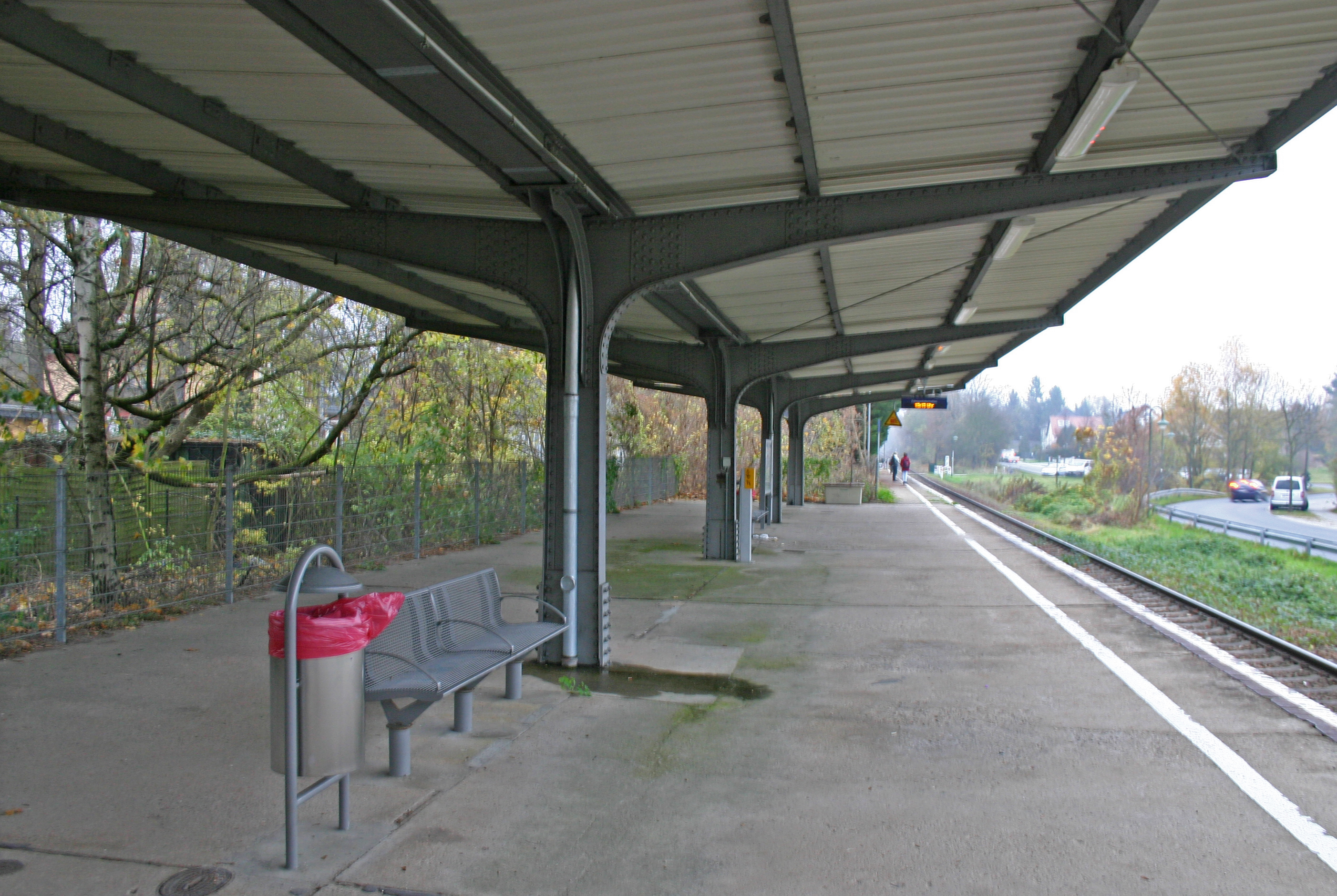
Bahnsteigüberdachung, 2014

Auf Wunsch der Berliner Stadtsynode sollte der Bahnhof großzügig gestaltet werden. Der Mittelbahnsteig war „nach Art der Berliner Vorortstationen“ mit hohen Bahnsteigkanten anzulegen und über einen Fußgängertunnel anzubinden. Das repräsentative Empfangsgebäude sollte neben den erforderlichen Diensträumen zwei Wartesäle für die 1./2. und 3./4. Klasse mit Platz für je 50 Personen, zwei Säle für die Trauergemeinden à 20 Personen sowie einen Raum für die Geistlichkeit erhalten. Zur Abfertigung der Sonderzüge für die Trauergemeinden sollte ein zusätzliches Gleis zur Verfügung stehen, ebenso ein Anschlussgleis zur Friedhofskapelle zur Überführung der Leichenwagen. Darüber hinaus waren Dienstwohnungen für sechs Bahnhofsbedienstete und ein Güterschuppen vorgesehen. Die Hochbauten waren der sakralen Architektur der Friedhofsgebäude angepasst. Da die Stadtsynode die von der KED Berlin für den Bau geforderten 400.000 Mark nicht aufbringen konnte, strich die Direktion die Anlagen für den Güterverkehr. Das neue Empfangsgebäude sollte gegenüber den Planungen zudem nur noch die Räume für den Bahnhofsdienst, Fahrkartenverkauf und die Gepäckabfertigung sowie einen Wartesaal umfassen. Da außer den Begräbnissen nur ein geringer Verkehr zu erwarten war, beabsichtigte die Direktion außerdem, der Stadtsynode die Personalkosten für die ersten fünf Jahre aufzuerlegen. Der Minister der öffentlichen Arbeiten unterband dieses Vorhaben. Nach rund zweijähriger Bauzeit konnte der Bahnhof für den uneingeschränkten Personen-, Güter- und Expressgutverkehr freigegeben werden.
Sowohl die Anzahl der Bestattungen als auch die der Reisenden blieb deutlich hinter den Erwartungen zurück. Ausschlaggebend war nach Meinung der Berliner Stadtsynode die noch fehlende Einbeziehung der Wriezener Bahn in den Berliner Vororttarif. Trotz der mehr als doppelt so hohen Beisetzungskosten zogen es die Berliner vor, ihre Verstorbenen stadtnah beerdigen zu lassen. Die Berliner Leichenfuhrwerke verwiesen darauf, dass durch die Bahnfahrt dauerhaft höhere Kosten entstünden, zudem mussten die Särge stabiler gebaut sein.
Bis Ende 1913 versuchte der Verband mehrmals, die KED Berlin und den Minister der öffentlichen Arbeiten zur Einführung des Vororttarifs zu bewegen. Den späteren Eingaben schlossen sich die Anliegergemeinden der Wriezener Bahn und der Verkehrsausschuss des Verbandes Groß-Berlin an. Am 23. November 1913 folgte gar ein Aufruf von über 1000 Friedhofsbesuchern. Der Minister verwies in seinem Antwortschreiben vom 29. November 1913 darauf, dass die Ausweitung des Vororttarifs auf die Wriezener Bahn den Ausbau zur zweigleisigen Hauptbahn und die Beseitigung aller Bahnübergänge erfordere. Für den Abschnitt von Berlin bis Ahrensfelde Friedhof hätten die Kosten rund 6,2 Millionen Mark betragen. Dem gegenüber standen Verluste in Höhe von 89.000 Mark für das Jahr 1912. Als Grund für das geringe Verkehrsaufkommen auf der Bahn war neben den Berliner Rieselfeldern auch der Friedhof als Hauptgrund genannt.
Die im April 1920 neu gegründete Deutsche Reichsbahn kam dem Wunsch nach einer Fahrpreisermäßigung am 15. Juli 1920 entgegen, indem sie für Angehörige auf dem Ostkirchhof beigesetzter Verstorbener den Fahrpreis für die 4. Klasse um die Hälfte ermäßigte. Die Fahrgäste mussten hierfür einen Ausweis mit Siegel und Unterschrift des jeweiligen Küsters vorweisen. Dennoch ging das Verkehrsaufkommen des Bahnhofs weiter zurück, sodass die Reichsbahn ab 15. April die Expressgut- und Gepäckabfertigung schloss und die Anzahl der haltenden Züge reduzierte. Betrieblich wurde der Bahnhof durchgeschaltet, eine planmäßige Nutzung des Kreuzungs- und des Nebengleises erfolgte nicht. Für Übergabefahrten zum Friedhof gab die Reichsbahndirektion Berlin eine gesonderte Weisung heraus. Ab dem 1. Juli 1927 hielten wieder sämtliche Züge.
Ab dem 15. Mai 1938 galt auf der Wriezener Bahn bis Werneuchen der Berliner Vororttarif. Etwa zur gleichen Zeit wurde der Bahnhof betrieblich zum Haltepunkt herabgestuft. Die kurze Zeit später begonnenen Pläne zur Umgestaltung Berlins zur Welthauptstadt Germania sahen die Einführung des elektrischen S-Bahn-Betriebs auf der Wriezener Bahn bis Werneuchen vor. In Ahrensfelde Friedhof waren die Wiederherstellung der Bahnhofsanlage und der Aufbau einer eingleisigen Kehranlage nördlich des Bahnsteigs vorgesehen. Eine Umsetzung unterblieb, stattdessen erfolgte 1946 der Rückbau der verbliebenen Gleisanlagen. Erhalten blieb die Weichenverbindung vom durchgehenden Hauptgleis 3 zum Kreuzungsgleis 2 als Anschlussgleis. Das Gleis diente bis in die 1960er Jahre zur Anlieferung von Tannengrün.
Infolge der politischen Teilung Berlins führte die Volkspolizei der 1949 gegründeten Deutschen Demokratischen Republik im Sommer 1952 Passkontrollen an den Berliner Außengrenzen ein. Die auf der Wriezener Bahn in Ahrensfelde Friedhof getätigten Kontrollen wurden bis nach dem Bau der Berliner Mauer im August 1961 aufrechterhalten. Anfang der 1980er Jahre wurde der Fußgängertunnel geschlossen und durch einen ebenerdigen Zugang ersetzt.
Nach 2016 waren der barrierefreie Ausbau und eine Modernisierung des Haltepunkts aus Bundes- und Landesmitteln vorgesehen. Die von DB Station&Service aufgestellten Pläne sahen den Abbruch des vorhandenen Bahnsteigs und einen Neuaufbau auf der Ostseite der Gleise vor. Für den Neubau müsste die DB Station&Service ein Flurstück der Gemeinde Ahrensfelde erwerben, die sich gegen die Lage aussprach. Die Maßnahme wurde daher bis auf weiteres vertagt.

## Verkehr

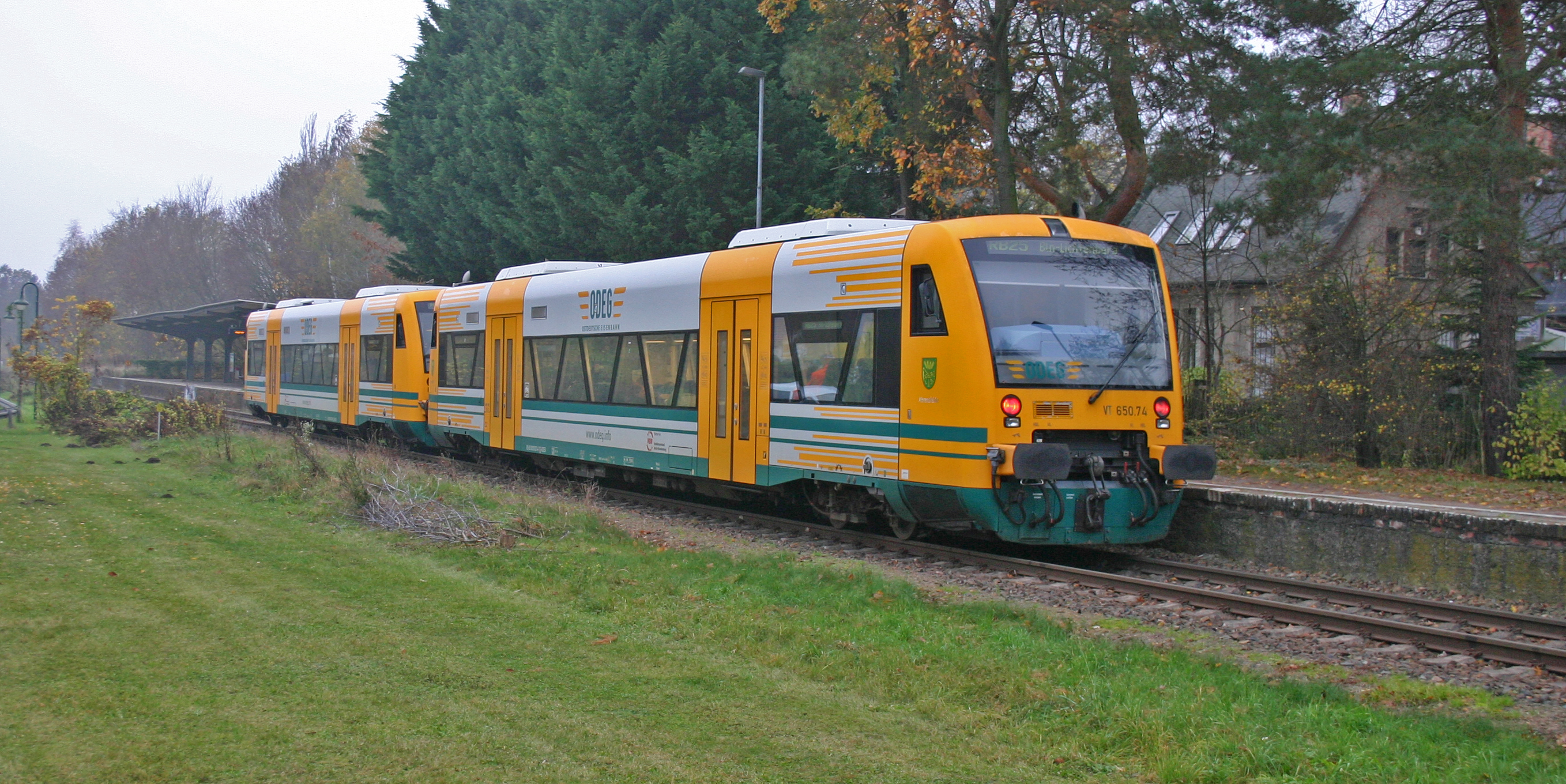
Triebwagen der ODEG am Hp Ahrensfelde Friedhof, 2014

Da der Ostkirchhof etwa ein Vierteljahr vor der Haltestelle in Betrieb ging, wurden die Leichentransporte bis dahin über den benachbarten Bahnhof Ahrensfelde abgewickelt. Die Särge wurden von dort aus mit Fuhrwerken zum Friedhof transportiert. Die Überführungen per Bahn begannen am Ostgüterbahnhof, wo eine Leichensammelstelle eingerichtet war. Von Montag bis Sonnabend verkehrte täglich ein „Sargzug“ mit drei bis vier gedeckten Wagen nach Ahrensfelde Friedhof. Nach der vorläufigen Inbetriebnahme der Haltestelle Ahrensfelde Friedhof hielten zehn Züge jeweils nur für den Publikumsverkehr von und nach Berlin; Züge in Richtung Berlin durften daher nur zum Einstieg benutzt werden, Züge nach Werneuchen entsprechend nur zum Ausstieg. Erst mit dem Ausbau zum Bahnhof im Oktober 1910 fiel die Regelung weg.
Bis zum Beginn des Ersten Weltkriegs im Sommer 1914 stieg die Zahl der in Ahrensfelde Friedhof haltenden Züge auf 16 Zugpaare an. Die Züge begannen in der Regel am Wriezener Bahnhof in Berlin. Die meisten Züge fuhren bis Werneuchen oder Tiefensee, die übrigen Züge fuhren weiter bis Wriezen oder Königsberg (Neum) (seit 1945 poln.: Chojna). 1918 stellte die KED Berlin den Transport von sterblichen Überresten ein.
Infolge der geringen Nachfrage hielten ab dem 15. April 1924 bis zum 1. Juli 1927 ausschließlich die Personenzüge im Zeitraum von 13:30 Uhr bis 19:00 Uhr am Friedhof. Hingegen wurden zum Buß- und Bettag sowie zum Totensonntag zusätzliche Entlastungszüge eingelegt; im Jahr 1934 wurden sechs Zugpaare angegeben. Laut Winterfahrplan 1932/33 bedienten 18 Zugpaare den Bahnhof. Mit der Einführung des Vorortverkehrs wurde das Angebot von und nach Berlin auf einen annähernden Stundentakt verdichtet, die Zugzahl stieg auf 22 Paare täglich an.
Zwischen April 1945 und dem 24. November 1945 ruhte der Zugverkehr gänzlich. Nach der Wiederaufnahme des Betriebs pendelten zunächst vier Zugpaare zwischen Berlin-Lichtenberg und Werneuchen, ein Jahr später waren es sechs Zugpaare. Das Angebot blieb nach der Wiederinbetriebnahme nach Wriezen bestehen und erhöhte sich bis 1951 auf zwölf Zugpaare. An diesem Fahrplangefüge hatte sich bis 1991 nur wenig geändert. Von 1976 bis 1982 verlängerte die Deutsche Reichsbahn schrittweise die Berliner S-Bahn nach Ahrensfelde. Die Vorortzüge zog sie im gleichen Zeitraum bis Ahrensfelde zurück, wo Anschluss zur S-Bahn bestand. Eine Ausdehnung des elektrischen Betriebs von Ahrensfelde über Ahrensfelde Friedhof zum 1983 eröffneten Haltepunkt Ahrensfelde Nord war planerisch berücksichtigt.
Mit dem Sommerfahrplan 1992 führte die Deutsche Reichsbahn auf der Strecke den Stundentakt zwischen Ahrensfelde und Werneuchen ein. Seit Mai 1993 endeten ein Teil, seit Mai 1994 sämtliche Züge wieder in Berlin-Lichtenberg. In der Gegenrichtung endeten die Züge ab Mai 1998 in Tiefensee.
Im Dezember 2004 übernahm nach gewonnener Ausschreibung die Ostdeutsche Eisenbahn (ODEG) den Betrieb auf der Linie von der DB Regio, die seit dem 9. Dezember 2006 in Werneuchen endet. Zum 14. Dezember 2014 übernahm die Niederbarnimer Eisenbahn die Betriebsführung von der ODEG.
| Linie | Verlauf | Betreiber                |
| ----- | --- | ------------------------ |
| RB 25 | Berlin Ostkreuz – Berlin-Lichtenberg – Ahrensfelde – Ahrensfelde Friedhof – Ahrensfelde Nord – Blumberg-Rehhahn – Blumberg (b Berlin) – Seefeld (Mark) – Werneuchen | Niederbarnimer Eisenbahn |